# Universidade de Sevilha

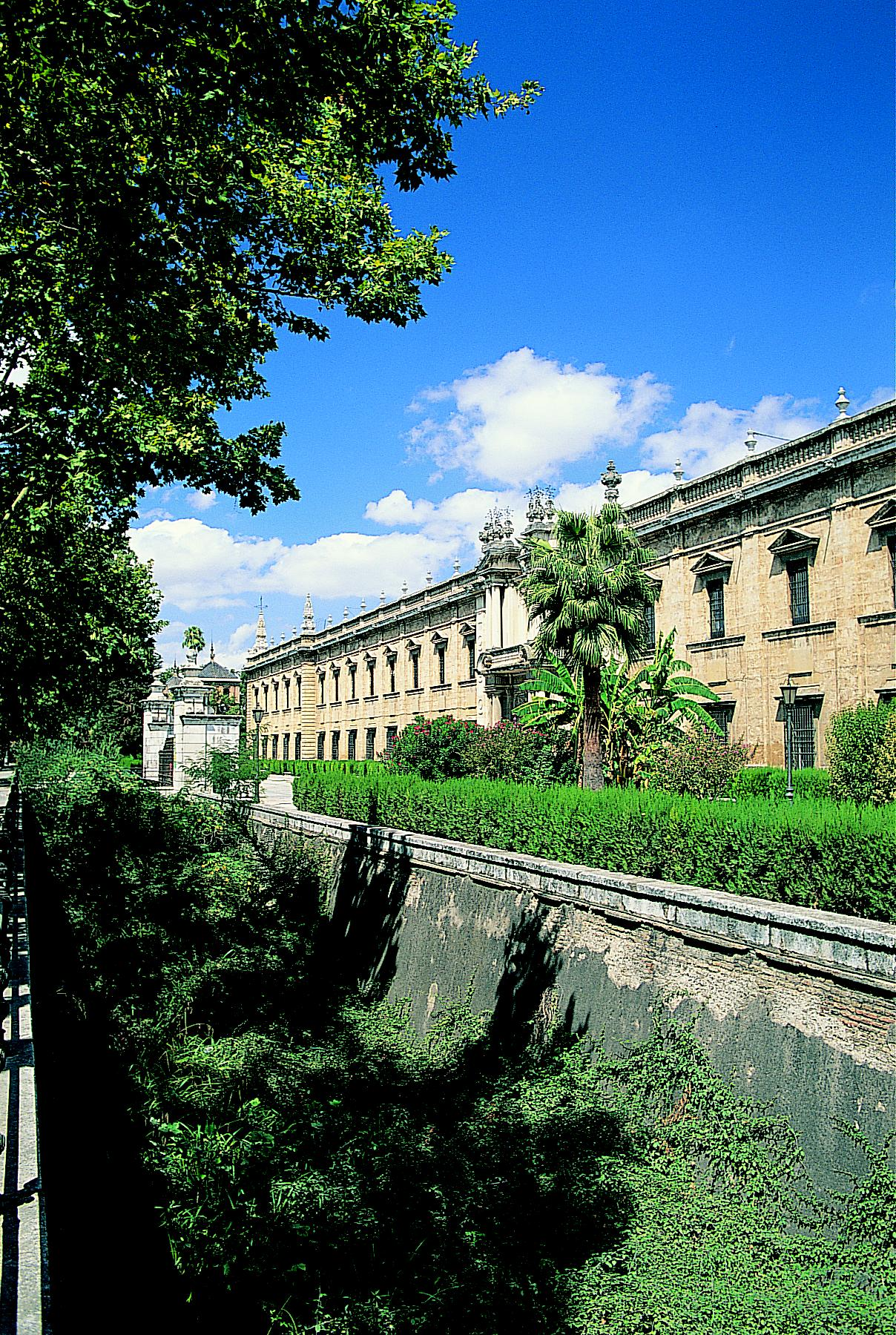
Prédio sede da Universidade, a Real Fábrica de Tabacos.

A Universidade de Sevilha (US) é uma instituição pública de ensino superior com sede na cidade de Sevilha, capital da Comunidade Autónoma/Autônoma da Andaluzia, em Espanha.
É uma das duas universidades públicas da capital andaluza, em conjunto com a Universidade Pablo de Olavide, com centros distribuídos por toda a cidade. A sede da US fica situada na antiga Real Fábrica de Tabacos de Sevilla. 
A US é a terceira maior universidade espanhola por número de estudantes e a maior da Andaluzia, sendo, por outro lado, uma das mais antigas, contado com mais de Cinco Séculos de existência, tendo sido fundada em 1505, a partir do embrião daquele que foi o Colegio de Santa María de Jesús. 
Alguns dos mais importantes rakings académicos internacionais situavam esta instituição como uma das 500 melhores a nínvel mundial em 2013. [carece de fontes?]
Os seus estatutos, que datam de 1602, mostram que, naquela altura, era possível estudar Teologia, Cânones e Leis (Direito), assim como Medicina e Artes - outorgando os graus de Bacharel, Licenciatura e Doutoramento/Doutorado em todas as escolas.
Atualmente, mais de oitenta mil pessoas fazem parte da sua comunidade universitária, entre alunos, professores e profissionais administrativos e do setor de serviços. 
A universidade possui ainda um importante e riquíssimo património/patrimônio histórico e artístico, entre sete edifícios declarados como Bem de Interesse Cultural, milhares de obras de arte e um importante arquivo histórico.
A Universidade de Sevilha tem vindo a desenvolver, em conjunto com a Universidade de Málaga, o projeto Andaluzia TECH, que conseguiu obter o título de Campus de Excelencia Internacional, atribuído pelo Ministério de Educação espanhol. 
A Biblioteca da US, com mais de 1.500.000 obras, é a terceira biblioteca universitária mais importante em Espanha, depois da Biblioteca da Universidade Complutense de Madrid e da Biblioteca da Universidade de Barcelona. 

## Centros
Centros Próprios por Campi

- Edifício Central (Fábrica de Tabacos):
  - Faculdade de Filologia
  - Faculdade  de Geografia e História
- Campus Centro:
  - Faculdade de Belas Artes
- Campus Rainha Mercedes:
  - Faculdade de Biologia
  - Faculdade de Farmácia
  - Faculdade de Física
  - Escola Técnica Superior de Engenharia Informática
  - Faculdade de Matemática
  - Faculdade de Química
  - Escola Técnica Superior de Arquitetura
  - Escola Universitária de Arquitetura Técnica
- Campus Ramón y Cajal:
  - Faculdade de Ciências Económicas/Econômicas
  - Faculdade de Turismo e Finanças
  - Faculdade de Filosofia
  - Faculdade de Psicologia
  - Faculdade de Direito
  - Faculdade de Ciências do Trabalho
  - Faculdade de Ciências da Educação
- Campus Macarena:
  - Faculdade de Medicina
    - Unidade docente do Hospital Universitário de Valme
    - Unidade docente do Hospital Universitário Virgen del Rocío

  - Escola Universitária de Ciências da Saúde
  - Faculdade de Odontologia
- Campus Cartuja:
  - Escola Técnica Superior de Engenheiros
  - Escola Universitária de Engenharia Técnica Agrícola
  - Escola Politécnica Superior
  - Faculdade de Ciências da Comunicação

Centros Afiliados
- Centro de Estudos Superiores Cardenal Spínola
- Escola Universitária Francisco Maldonado, em Osuna
- Escola Universitária de Enfermagem (Cruz Vermelha Espanhola)
- Escola Universitária de Enfermagem Virgen del Rocío
- Escola Universitária de Turismo

Outros centros
- Instituto de Ciências da Educação
- Institutos de Idiomas